# Роули, Джошуа
Сэр Роули, Джошуа, 1-й баронет (англ. Joshua Rowley; 1 мая 1730(?) − 26 февраля 1790) — британский моряк, вице-адмирал Королевского флота времен Семилетней войны и Американской войны за независимость.
Сын Адмирала Флота Уильяма Роули. Родился 1 мая (предположительно) 1730 года в семейном доме Тендринг-холл.

## Служба
Начал службу в 1744 году на корабле отца, HMS Stirling Castle. Был при Тулоне. По результатам того сражения адмирал Мэтьюс был уволен с флота, и пост главнокомандующего занял Уильям Роули. Джошуа остался при отце и 2 июля 1747 года был произведен в лейтенанты. В 1748 году служил лейтенантом на HMS Penzance (44). 4 декабря 1753 года стал полным капитаном и принял командование HMS Rye (24).
В марте 1755 года был назначен на HMS Ambuscade (40).
С началом Семилетней войны вошел в эскадру адмирала Хока в Бискайском заливе. Действовал против французской торговли. В 1756 году, к тому моменту как адмирал Хок занял место Бинга при Минорке, Роули командовал 50-пушечным HMS Hampshire.
В октябре 1757 года Роули в качестве капитана вводил в строй HMS Montagu (60). С ним присоединился к Средиземноморскому флоту адмирала Осборна. С ним блокировал французов в Картахене, затем участвовал в бою 28 февраля 1758 года.
В 1758 году входил во Флот Канала адмирала Ансона, в сентябре-октябре участвовал в захвате Шербура и сражении при Сент-Каст. После поражения попал во французский плен.
К концу октября 1759 года был обменян как военнопленный и снова принял командование Montagu. С флотом адмирала Хока участвовал в разгроме французов в бухте Киберон. В том же 1759 году женился на Саре Бертон, дочери управляющего Банком Англии.
В июне 1760 года участвовал в оккупации Доминики в Вест-Индии. В ноябре принял командование HMS Superb (74) и до 1762 года занимался сопровождением Ост- и Вест-индских конвоев. В благодарность за усилия получил награду от вест-индских торговцев Лондона.
По окончании войны несколько лет был на берегу без назначения.
В октябре 1776 года принял HMS Monarch, с которым в начале 1778 года сопровождал конвой в Гибралтар. По возвращении в Англию был придан флоту адмирала Кеппеля, и был головным в авангарде у острова Уэссан. Monarch потерял 2 человек убитыми и 9 ранеными.
В конце 1778 года Роули перешел на HMS Suffolk (74). На нём он поднял коммодорский брейд-вымпел, и во главе эскадры из 7 кораблей вышел в Вест-Индию на усиление адмирала Байрона, с которым соединился на Сент-Люсии в феврале 1779 года. 19 марта 1779 года был произведен в контр-адмиралы синей эскадры, а 6 июля снова возглавлял авангард при Гренаде. Позже в том же году взял два французских фрегата и корвет, и захватил у Мартиники крупный конвой из Марселя.
Когда в Вест-Индии появился свеженазначенный Родни, Роули перенес флаг на HMS Conqueror (74), на котором в 17 апреля 1780 года возглавлял арьергард против де Гишена при Мартинике (а затем авангард 15 и 19 мая). Бой закончился нерешительно, за что Родни позже возлагал вину на Хайд-Паркера и Роули.
С началом сезона ураганов де Гишен ушел, а Роули был послан с 10 кораблями на поддержку Питеру Паркеру в защите Ямайки. В 1782 году он сам стал главнокомандующим Ямайской станции, и оставался на посту до конца войны.

## Отставка и смерть
В 1783 году вернулся в Англию, нового назначения не получил. В 1786 году был жалован баронетом, а 24 сентября 1787 года стал вице-адмиралом белой эскадры. Умер 26 февраля 1790 года, в собственном доме в Тендринг-холл. После него остались три сына: Уильям, Бартоломью и Чарльз, и дочь Филадельфия.